# Mireille Ballestrazzi

## Biografia

### Juventude
Mireille Ballestrazzi nasceu em Orange, no departamento de Vaucluse, de um pai militar e uma mãe de dona de casa que lhe deu três irmãos e uma irmã. Ela passou sua infância em Mornas antes que sua família se estabelecesse em Lille. Depois de praticar a dança clássica, ela gira na adolescência para as artes marciais. Antes de entrar na academia de polícia, obteve um diploma de bacharel em clássicos e um mestrado em línguas antigas. Após o exame de admissão do Colégio Nacional de Polícia foi aberto às mulheres, ela se tornou uma comissária policial em 1978. Formou-se na mesma classe que Martine Monteil.

### Carreira na polícia

#### Polícia Nacional
Mireille Ballestrazzi começou sua carreira em Bordéus em 1978, onde liderou um grupo de repressão de bandidos da Direção Central da Polícia Judiciária (DCPJ). Dirigiu então as antenas de Creil e Argenteuil na Direção Regional da Polícia Judiciária (DRPJ) de Versalhes. Foi nomeada comissária sénior em 1986.
Mireille Ballestrazzi dirige então o Escritório Central para a Supressão de Roubo de Obras e Obras de Arte (OCRVOOA). Em 1987, conheceu o público em geral ao encontrar no Japão quatro quadros de Jean-Baptiste Corot roubados de Semur-en-Auxois. Em 1990, ela retornou nove pinturas impressionistas, incluindo Impression, Rising Sun de Claude Monet, roubadas do Museu Marmottan em 1985 e encontradas na Córsega pelo escritório.
Foi nomeada Comissária Divisional em 1991 e tornou-se a primeira mulher a liderar o PJ Ajaccio em 1993. Foi nomeada para o escritório de Montpellier entre 1996 e 1998 e foi nomeada Diretora Adjunta de Assuntos Econômicos e Financeiros policial de Jean-Pierre Chevènement. Foi então o escritório mais alto já ocupado por uma mulher na polícia francesa.
Nomeada Inspetor Geral da Polícia Nacional, Mireille Ballestrazzi torna-se Chefe de Polícia Judiciária de 2010. Em dezembro de 2013, foi nomeada Diretora da Polícia Judicial (DCPJ) 11 e sucedeu Christian Lothion em 1 de janeiro de 2014.

#### Interpol
Em 2010, Mireille Ballestrazzi torna-se Vice-Presidente para a Europa do Comitê Executivo da Interpol, cujo nome completo é Organização Internacional de Polícia Criminal (ICPO). Em novembro de 2012, é eleita por quatro anos como presidente do comitê executivo da organização, onde é bem-sucedida no Cingapura Khoo Boon Hui. Ela foi a primeira mulher a servir nesta capacidade, bem como o segundo policial francês depois de Ivan Barbot, que serviu de 1988 a 1992. Seu mandato termina em novembro de 2016.

#### Outras atividades
Mireille Ballestrazzi é um dos primeiros 18 membros nomeados para o Observatório de gênero e fica lá de outubro de 1995 a janeiro de 1999. Sua autobiografia, intitulada Comissária, é publicada em 1999.

## Decorações
- Commandeur de la Légion d'honneur

- Ordre national du Mérite